# Бейтц, Бертольд
Бертольд Бейтц (нем. Berthold Beitz, 26 сентября 1913 года, Земмин, Померания — 30 июля 2013 года, остров Зильт) — немецкий промышленник. Глава сталелитейного конгломерата Krupp с 1950-х годов. Ему приписывали помощь в реиндустриализации Рурской долины и превращении Германии в индустриальную державу. Он получил признание за спасение около 250 еврейских рабочих во время Второй мировой войны, объявив их особо необходимыми рабочими на нефтяном предприятии в Польше. В 1973 году за спасение евреев он получил звание Праведник народов мира, присвоенное израильским Яд ва-Шем.

## Биография
Родился в 1913 году в Земмине, в Передней Померании. Он начал свою карьеру в качестве банкира в «Поммерше Банке» в Штральзунде и начал работать в Shell Oil Company в Гамбурге в 1938 году.
Продолжал работать в Shell Oil, когда в 1939 году началась Вторая мировая война. После вторжения Германии и оккупации Борислава в июле 1941 года Бейтцу было поручено курировать Карпатскую нефтяную компанию, работающую на Бориславских нефтяных месторождениях на территории современной Украины. Учитывая важность нефтяных месторождений для военных действий Германии, Бейтц смог зарегистрировать рабочих как важнейших участников военных действий. В районе Борислава проживало большое количество евреев, многие евреи занимали должности инженеров-химиков, лаборантов, механиков и рабочих нефтяной промышленности
.

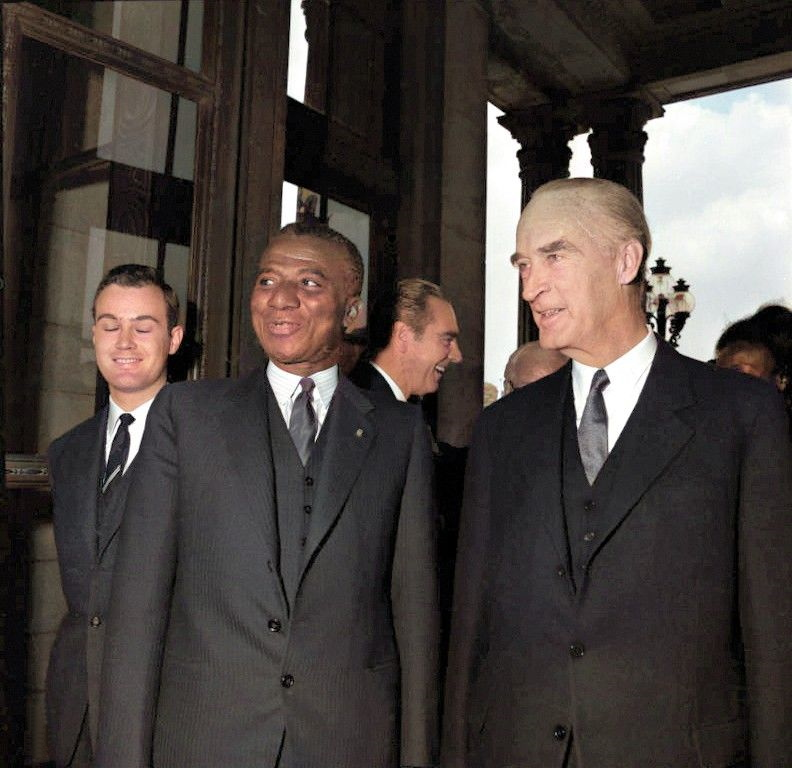
Бертольд Бейтц с президентом Того. 1961 г.

После того, как в августе 1942 года он стал свидетелем «акции инвалидов», эвакуации эсэсовцами еврейского приюта в Бориславе, Бейтц решил действовать, чтобы спасти местных евреев. Занимая важное положение, Бейтц заранее получал сведения о действиях нацистов против местных евреев и предупреждал еврейскую общину. У него также была возможность выбрать подходящих рабочих из евреев, которые содержались в пунктах пересылки для депортации в концентрационные лагеря. В августе 1942 года он «вытащил» 250 еврейских мужчин и женщин из транспортного поезда в лагерь смерти Белжец, назвав их «работниками-профессионалами». Бейтц вспоминал: «Мне следовало нанять квалифицированный персонал. Вместо этого я выбрал портных, парикмахеров и знатоков Талмуда и дал им все карточки в качестве жизненно важных „техников-нефтяников“».
Вместе со своей женой Эльзой Бейтц также прятал евреев в своем доме. Он также выдал и подписал поддельные разрешения на работу, чтобы спасти других евреев из лагерей смерти. В 1943 году усилия Бейтца были почти разоблачены после того, как две еврейские девушки были арестованы в поезде в Венгрию с поддельными «арийскими» разрешениями, подписанными Бейтцем. Бейтц выжил, несмотря на расследование инцидента гестапо, но он был призван в немецкую армию в марте 1944 года. Считают, что Бейтцу удалось спасти 800 евреев.
Позже Бейтц объяснил свою мотивацию: «Я видел, как людей расстреливали, как они ночью выстраивались в очередь. Мои мотивы не были политическими, они были чисто гуманными, моральными». В другом интервью он объяснил: «Это не было ни антифашизмом, ни сопротивлением. Мы видели от рассвета до заката очень близко то, что происходило с евреями Борислава. Когда вы видите как мать, держащую в руках детей, расстреливают, а у вас самих есть дети, ваша реакция должна быть совершенно иной».
За свои усилия по спасению еврейских рабочих получил высшую гражданскую награду Польши. В 1973 году он был также отмечен Яд ва-Шем, израильским мемориалом Холокоста, как «Праведник народов мира», высшей наградой организации для неевреев, спасших евреев от Холокоста. Согласно Яд ва-Шему, «среди евреев, которых он спас от депортации, было много неквалифицированных рабочих, часто в плохом физическом состоянии, которых никак нельзя было назвать „профессионалами“ или незаменимыми для нефтяной промышленности».
После войны Бейтц возглавил страховую компанию Iduna. Его новаторские методы ведения бизнеса привлекли на него внимание. В 1953 году Альфред Крупп нанял его председателем сталелитейной корпорации Krupp. Он проработал в компании 60 лет, в 1990-х помог образовать ThyssenKrupp. Бейтцу также приписывают помощь в проведении реиндустриализации Рурской долины, где базировалась деятельность компании Krupp.
После смерти Альфреда Круппа в 1967 году Бейтц стал его душеприказчиком и убедил наследников Круппа основать благотворительный фонд, известный как Фонд Альфреда Круппа фон Болена и Хальбаха. Фонду по-прежнему принадлежит 25 % ThyssenKrupp. Бейтц оставался активным в фонде и возглавил его усилия по финансированию создания музея Фолькванг в Эссене.
С 1972 по 1988 год Бейтц был членом Международного олимпийского комитета (МОК) и оставался его почетным членом до конца жизни. С 1984 по 1988 год он был вице-президентом МОК и членом исполнительного совета.
В 2000 году он получил Премию Лео-Бека — высшую награду Центрального совета евреев Германии.
В июле 2013 года Бейтц умер в возрасте 99 лет в своем загородном доме на острове Зильт (Зюльт) у северного побережья Германии. У него остались жена Эльза и три дочери. После смерти Бейтца президент Всемирного еврейского конгресса Рональд Лаудер назвал Бейтца «одним из великих немцев прошлого века».

## Награды и почётные звания
- Кавалер со Звездой Ордена за заслуги перед Польской Народной Республикой (1974).
- Почетное кольцо города Эссен (1983 г.)
- Орден за заслуги перед Северным Рейном-Вестфалией (1986)
- Большой крест 1 степени ордена За заслуги перед Федеративной Республикой Германия (1987; Большой крест 2 степени: 1979; Большой офицерский крест: 1973; Командорский крест: 1971)
- Большой золотой знак почета со звездой за заслуги перед Австрийской Республикой (1990 г.)
- Орден за заслуги перед культурой Республики Корея (2001 г.)
- Орден за заслуги перед землей земли Мекленбург-Передняя Померания (2012 г.)
- «Праведники народов мира» в Яд Вашем (Израиль) за помощь преследуемым евреям в нацистский период (1973)
- Почетный доктор Университета Эрнст-Мориц-Арндт в Грайфсвальде (1983)
- Почетный сенатор Университета Эрнст-Мориц-Арндт в Грайфсвальде (1991)
- Почетный доктор Ягеллонского университета в Кракове (1993)
- Почетный гражданин университета и ганзейского города Грайфсвальд (1995)
- Почетный доктор Института науки Вейцмана (1996)
- Медаль Йозефа Нойбергера вместе с его женой Эльзой Бейтц (1997)
- Почетный доктор Рурского университета в Бохуме за «министерство науки и образования в Рурской области» (1999)
- Премия Лео Бека Центрального совета евреев Германии вместе со своей женой Эльзой Бейтц (1999)
- Медаль Лейбница Берлинско-Бранденбургской академии наук (2000)
- Почетный гражданин города Киль (2003 г.)
- Почетный гражданин города Бохум на церемонии 40-летия в Рурском университете Бохума (2005 г.)
- Почетный сенатор Немецкой академии наук Леопольдина (с 2008 года, Национальная академия наук) (2005)
- Почетный гражданин города Эссен (единственная награда с 1949 года), новая дорога через бывшие помещения фабрики Krupp в новой штаб-квартире ThyssenKrupp- бульвар Бертольда Бейтца (2007)
- Зал славы немецкого спорта (2008)
- Кафедра по правам человека Гарвардского университета в научном кампусе Университета Эрнст-Мориц-Арндт в Грайфсвальде названа местом Бертольда Бейтца в честь председателя Фонда имени Альфрида Круппа фон Болена и Хальбаха, который на протяжении многих лет способствует развитию университета и города. (2008)
- Медаль Моисея Мендельсона за спасение преследуемых евреев (2010 г.)
- Почетный сенатор Колледжа иудаики в Гейдельберге (2010 г.)
- Государственная премия земли Северный Рейн-Вестфалия с женой Эльзой Бейтц (2011)
- Приз Льва Копелева (2012)
- Медаль Императора Леопольда I Немецкой академии естествоиспытателей Леопольдина (2012 г.)
- Почетный гражданин Университета Дуйсбург-Эссен
- Почетный гражданин Герлоса (земля Тироль).